# Лопес, Мигель Анхель (велогонщик)
Мигель Анхель Лопес Морено (исп. Miguel Ángel López Moreno, род. 4 февраля 1994 в Песке, Колумбия) — колумбийский профессиональный шоссейный велогонщик, выступающий с 2015 года за команду мирового тура «Astana Pro Team». Бронзовый призёр Джиро д’Италия 2018 и Вуэльта Испании 2018.

## Карьера
Родился в городе Песка в бедной крестьянской семье. С 2011 года начал участвовать в соревнованиях с шоссейного велоспорта под руководством тренера Рафаэля Асеведо.

### 2014
В 2014 году был принят в колумбийскую команду Lotería de Boyacá - Indeportes. В её составе Лопес выиграл несколько любительских гонок, а также стал победителем самой престижной андеровской гонки Тур де л'Авенир, празнував также успех в горной классификации и на этапе 6. Это позволило ему подписать профессиональный контракт с казахстанской Astana Pro Team, выступающей в мировом туре.

### 2015
В июне 2015 года отметился 7-м местом в общем зачете Тура Швейцарии. 
На Вуэльте Бургоса выиграл этап 6, одержав свою первую профессиональную победу в карьере. Кроме того, вместе с «Астаной» Лопес стал триумфатором этапа 2 — командной гонки, а также победил в молодежном зачете и занял 4-е место в генеральной классификации.

### 2016
Первой гонкой сезона для колумбийца был Тур Сан-Луиса, где он стал триумфатором этапа 6, опередив на финишном подъёме своих соотечественников братьев Наиро и Дайера Кинтану. Также Лопес выиграл молодежную классификацию гонки, а в генеральной занял 4-е место.
В конце января победил на этапе 4 Тура Лангкави, в «генерале» став третьим.
В июне 2016 Лопес неожиданно уверенно выиграл многодневку Тур Швейцарии, обойдя рад более известных гонщиков, таких как Ти Джей Ван Гардерен, Руй Кошта и Эндрю Талански. Поэтому в августе, в отсутствие двух основных генеральщиков «Астаны» Винченцо Нибали и Фабио Ару, 22-летний гонщик был заявлен капитаном команды на Вуэльту Испании. Однако уже на этапе 3 Лопес упал в завале и потерял все шансы в гонке, а затем и вовсе сошёл, уступив место капитана опытному итальянцу Микеле Скарпони.
В конце сезона принял участие в ряде итальянских однодневок и праздновал победу на Милан — Турин, опередив канадца Майкла Вудса и соотечественника Ригоберто Урана, представляющих Cannondale.

### 2017
Первую половину сезона Лопес пропустил из-за травмы левого колена, полученного при падения на тренировке в Колумбии после завершения прошлого сезона. К участию в соревнованиях он вернулся лишь в июне.
Уже в июле на Туре Австрии колумбиец стал триумфатором «королевского» горного этапа с подъёмом на знаменитую гору Кицбюэлер-Хорн. Лопес атаковал на финальных 4-х километрах подъема, сумев сбросить с колеса всех соперников. Сольная атака принесла гонщику «Астаны» победу, позволившую ему подняться на третье место в общем зачете, которое он в итоге удержал до финиша гонки.
В начале августа на Вуэльте Бургоса Лопес одержал победу на финальном (5-м) этапе, обойдя всех на вершине знаменитого подъема Лагунас де Нейла. Он атаковал на заключительном километре этапа, получив небольшое преимущество, позволившее ему одержать победу и занять 4-е место в итоговой генеральной классификации.
На Вуэльте Испании колумбиец выиграл два этапа. На этапе 11 он атаковал за 1 километр до вершины подъёма Калар Альто из группы лидеров, сумев набрать хорошее преимущество, достаточное для его первой победы на этапах гранд-туров. На этапе 15 Лопес атаковал из пелотона за 28 км до финиша вместе с Альберто Контадором (Trek-Segafredo). За 6 км до финиша на финальном подъёме Альто-Ойя-де-ла-Мора он сбросил Контадора и гонщиков более раннего отрыва, которых они добрали до этого. Нагнав идущего впереди британца Адама Йейтса (Orica-Scott) за 4 км до финиша, а затем сбросив его, Лопес завоевал вторую викторию на Вуэльте Испании 2017. В генеральной классификации гонки колумбиец занял 8-е место, обойдя другого капитана «Астаны» Фабио Ару, ставшего 13-м. Также Лопес праздновал победу в молодежном зачёте испанской супермногодневки.

### 2018
В феврале Лопес выиграл пятый этап Тура Омана и занял в генеральной классификации второе место за одноклубником Алексеем Луценко, уступив ему всего 11 секунд. В общем зачёте Astana Pro Team взяла первое место, а Лопес также получил приз лучшему молодому гонщику .
В конце февраля Лопес поднялся на третью ступеньку подиума в гонке Тур Абу Даби 2018, уступив победителю испанцу Алехандро Вальверде всего 15 секунд и выиграв белую майку лучшего в молодёжной классификации .
В апреле Лопес выиграл второй этап «Альпийского Тура» и занял в генеральной классификации третье место за французом Тибо Пино и итальянцем Доменико Поццовиво, оставив на 4 месте знаменитого британца Криса Фрума .
В мае Лопес впервые поднялся на подиум Гранд-тура, заняв 3 место на Джиро д’Италия 2018 за Крисом Фрумом и голландцем Томом Дюмуленом, также выиграл белую майку победителя в молодёжной классификации .
В сентябре Лопес вторично поднялся на подиум Гранд-тура, заняв 3 место на Вуэльта Испании 2018 за британцем Саймоном Йейтсом и испанцем Энриком Масом, которому уступил победу на решающем 20-м этапе и заодно белую майку лучшего молодого гонщика (7:9 по сумме этапов) .

### 2019
В феврале выиграл «Тур Колумбии», также получив майку лучшего молодого гонщика этой многодневки . В марте выиграл 4-й (королевский) этап «Вуэльты Каталонии», возглавил гонку  и в итоге победил в общем зачёте после 7 этапов . В конце мая на «невезучей» Джиро д’Италия 2019 (три прокола за три дня, падение, столкновение с болельщиком) занял лишь 7 место в генерале, но сумел снова выиграть белую майку лучшего молодого гонщика .

## Достижения
2014
1-й  Тур де л'Авенир
 Горная классификация
1-й на этапе 6
1-й  Классика Самаки
1-й на этапах 1, 2
1-й  Вуэльта Колумбии U23
1-й на этапе 4
1-й, Классика Фусагасуги
2015
4-й, Вуэльта Бургоса
 Молодежная классификация
1-й на этапах 2 (КГ), 4
7-й, Тур Швейцарии
2016
1-й,  Тур Швейцарии
1-й, Милан — Турин
3-й, Тур Лангкави
1-й на этапе 4
4-й Тур Сан-Луиса
 Молодежная классификация
1-й на этапе 6
4-й, Чемпионат Колумбии: ИГ
2017
8-й, Вуэльта Испании
 Молодёжная классификация
1-й на этапах 11, 15
3-й, Тур Австрии
1-й на этапе 4
4-й, Вуэльта Бургоса
1-й на этапе 5
2018
2-й, Вуэльта Бургоса
 Очковая классификация
1-й на этапе 3
2-й, Тур Омана
 Молодежная классификация
1-й на этапе 5
2-й, Милан — Турин
3-й, Джиро д’Италия 2018
 Молодежная классификация
3-й, Вуэльта Испании 2018
3-й, Тур Абу Даби 2018
 Молодежная классификация
3-й, Тур Альп
1-й на этапе 2
2019
1-й  Вуэльта Каталонии
1-й  Молодёжная классификация
1-й на этапе 4
1-й  Тур Колумбии
1-й  Молодёжная классификация
2-й Чемпионат Колумбии в индивидуальной гонке
7-й Джиро д’Италия
1-й  Молодёжная классификация

## Статистика выступлений

### Чемпионаты
| Соревнование       | Соревнование    | 2015 | 2016 | 2017 | 2018 | 2019 |
| ------------------ | --------------- | ---- | ---- | ---- | ---- | ---- |
| Олимпийские игры   | Групповая гонка | нет  | НФ   | нет  | нет  | нет  |
| Чемпионаты мира    | Индивидуальная  | —    | —    | —    | —    |      |
| Чемпионаты мира    | Групповая гонка | НФ   | —    | —    | НФ   |      |
| Чемпионат Колумбии | Индивидуальная  | —    | 4    | —    | 8    | 2    |
| Чемпионат Колумбии | Групповая гонка | 8    | —    | —    | 16   | 32   |

### Гранд-туры
| Гонка           | 2016 | 2017 | 2018 | 2019 |
| --------------- | ---- | ---- | ---- | ---- |
| Джиро д'Италия  | —    | —    | 3    | 7    |
| Тур де Франс    | —    | —    | —    |      |
| Вуэльта Испании | НФ   | 8    | 3    |      |

### Многодневки
| Многодневки         |      |      |      |      |      |
| Гонка               | 2015 | 2016 | 2017 | 2018 | 2019 |
| Париж — Ницца       | —    | —    | —    | —    | 28   |
| Тиррено — Адриатико | —    | —    | —    | 16   | —    |
| Вуэльта Каталонии   | НФ   | 42   | —    | —    | 1    |
| Тур Страны Басков   | —    | 20   | —    | —    | —    |
| Тур Романдии        | —    | НФ   | —    | —    | —    |
| Критериум Дофине    | —    | —    | —    | —    | —    |
| Тур Швейцарии       | 7    | 1    | НФ   | —    |      |

| —  | Не участвовал  |
| НФ | Не финишировал |